# Вороги (фільм, 2006)
Вороги (Android Apocalypse) — науково-фантастичний фільм 2006 року. Сценарій написаний Карлом Шиффманом; режисер Пол Ціллер — для «SyFy».

## Про фільм
На постапокаліптичній Землі, керованій андроїдами, людину на ім'я Джут визнають винним у вбивстві андроїда. Ді-Сі — андроїд, у якого починають розвиватися людські емоції, і його разом із Джутом перевозять до в'язниці, якою керує андроїд. Під час перевезення на їхню поліцейську машину напали.
Джут і Ді-Сі тікають та змушені вступити в напружений союз, щоб вижити в суворих пустелях світу. Коли вони тікають від влади андроїдів, то натрапляють на убивчу змову, організовану лідером андроїдів, який сподівається назавжди позбавити планету від людей.

## Знімались
| Актор          | Роль          |
| -------------- | ------------- |
| Венді Андерсон | місіс Карлсон |
| Скотт Бейрстоу | Джут          |
| Кріс Джеріко   | Ті-Ді         |
| Джоуї Лоууренс | Ді-Сі         |
| Емі Матісіо    | Рахель        |
| Енн Бедіан     | Транс         |